# Gossos amerindis

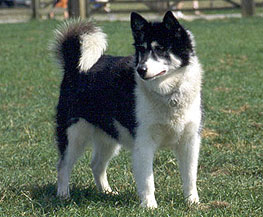
Gos Esquimal Canadenc

Els gossos amerindis, o gossos nadius americans o precolombins, són aquelles races de gossos que vivien amb les societats indígenes d'Amèrica. Van arribar entre uns 10.000 a 12.000 anys, i ara es troben pràcticament extingits, excepte un petit grup de races com els chihuahua, els malamutes d’Alaska i els gossos de Groenlàndia.

## Orígens
Les darreres investigacions demostren que la domesticació del gos es va produir a Euràsia al voltant dels 32.000 als 18.800 aC. Recents estudis acoten aquesta xifra als 23.000 anys. No obstant, altres questionen aquestes dates amb proves arqueològiques que situen en etapes mes properes la seva domesticació, entre 15.000 a 12.500 anys abans de la nostra era al Vell Món.
Les restes mes antigues de gossos al continent americà les trobem a la Danger Cave, Utah, entre 9.000 i 10.000 anys aC. Els gossos descendeixen dels llops grisos eurasiàtics, i van ser portats a Amèrica pels humans que van emigrar des de Sibèria a través del pont terrestre de Beringia.
Un estudi va comparar seqüències de fòssils de gossos nord-americans amb fòssils de gossos siberians i gossos moderns. El parent més proper als fòssils nord-americans és una resta del 9000 aC descoberta a l'illa Jókhov, al nord-est de Sibèria a l'Àrtida, que estava connectat amb el continent en aquell moment a través de l'Estret de Bering. Els resultats del seu ADNm mostren que tots els gossos americans compartien un avantpassat comú d'uns 14.600 d'antiguitat. Aquest avantpassat havia divergit junt amb el gos de l'Illa Zhokhov d'un ancestre comú sobre els 15.600 aC. Les dates són coincidents amb les primeres migracions d'humans al continent americà. El jaciment de les Illes Koster, a Suècia, demostraria que els gossos van entrar a Amèrica del Nord des de Sibèria entre 10.190 i 9.630 aC anys. Allí van quedar aïllats durant els 9.000 anys següents i, després del contacte amb els europeus, van desaparèixer al ser substituïts pels gossos eurasiàtics.

## Difusió del gos pel continent americà

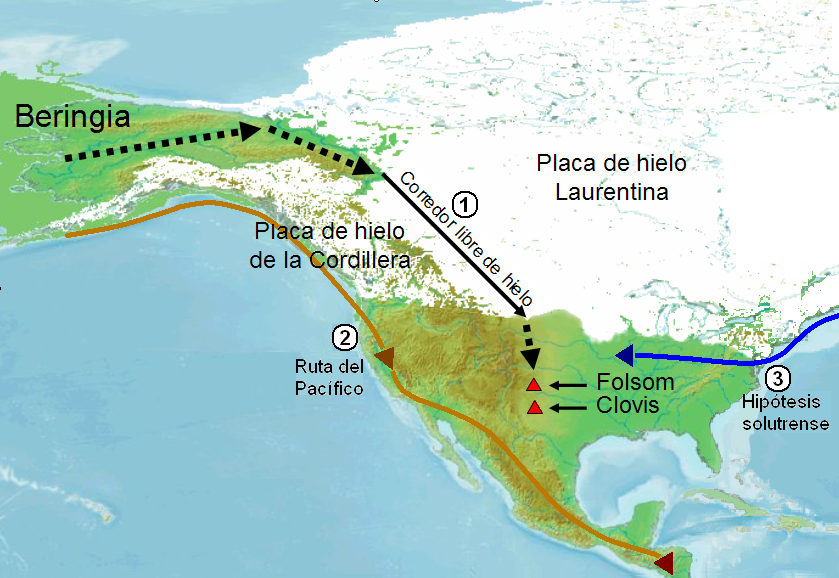
Ruta migratòria del poblament d'América, segons la teoría de poblamient tardà (consens de Clovis), a través d'un corredor lliure de gel

L'evolució canina al Nou Món va dependre de diversos factors: l'extensió de les glaciacions, la diversitat biològica i la disponibilitat d’aliments durant i immediatament després de l'Últim Màxim Glacial (UMG). Durant aquesta etapa, la capa de gel Laurèntida i la capa de gel Cordillerana van cobrir gran part d'Amèrica del Nord, fent la zona inhòspita i impracticable per als humans i la majoria de la seva fauna i la flora. Durant dècades, es va acceptar que els primers éssers humans migraven per un passadís sense gel, entre les dues capes de geleres que es van obrir un cop començat el desglaç durant l'Holocè. Tot i que aquest corredor es va poder obrir fa aproximadament cap els 15.000 aC, probablement no fos viable fins als dos mil·lennis següents.

### Corredor central
La població de gossos al Vell Mon durant el Paleolític era diversa segons les anàlisis portades a terme amb ADNmtr. Els grups humans que van colonitzar per primera vegada l'estepa subàrtica de Sibèria podrien haver portat gossos amb ells entre 26.000 a 19.000 anys. S'ha especulat la introducció de quatre onades separades de gossos a Amèrica en els darrers nou mil anys, a partir de les quals es podrien haver fundat cinc llinatges diferents al continent americà.

### Corredor costaner
Una altra hipòtesi fa referència a que la retirada de la capa de gel cordilleran al llarg de la costa del nord-oest del Pacífic, combinada amb nivells oceànics inferiors a l'actual, que proporcionarien un corredor costaner anterior i lliure de gel per als primers humans i altres éssers vius. Les recerques portades a terme a les illes de l'arxipèlag Alexander, al sud-est d'Alaska, mostren una diversitat biòtica única, i podrien haver estat viables aproximadament fa uns 17.000 anys, quan la capa de gel de Cordilleran va començar a retirar-se a la vora més occidental
Aquest moment és contemporani amb l'evidència genètica de la primera onada de migració humana al Nou Món,i és coherent amb les dades genètiques que suggereixen que els gossos ja havien estat domesticats. Tant si els gossos van colonitzar Amèrica del Nord amb els primers éssers humans o després, aviat es van estendre per tot el continent. Els jaciments arqueològics mostren que els gossos estaven presents a diferents punts del continent ameriicà fa aproximadament 10.000 anys des de Terranova fins a Alabama i Califòrnia fa 4000 anys, i a Amèrica del Sud fa 1000 anys,.

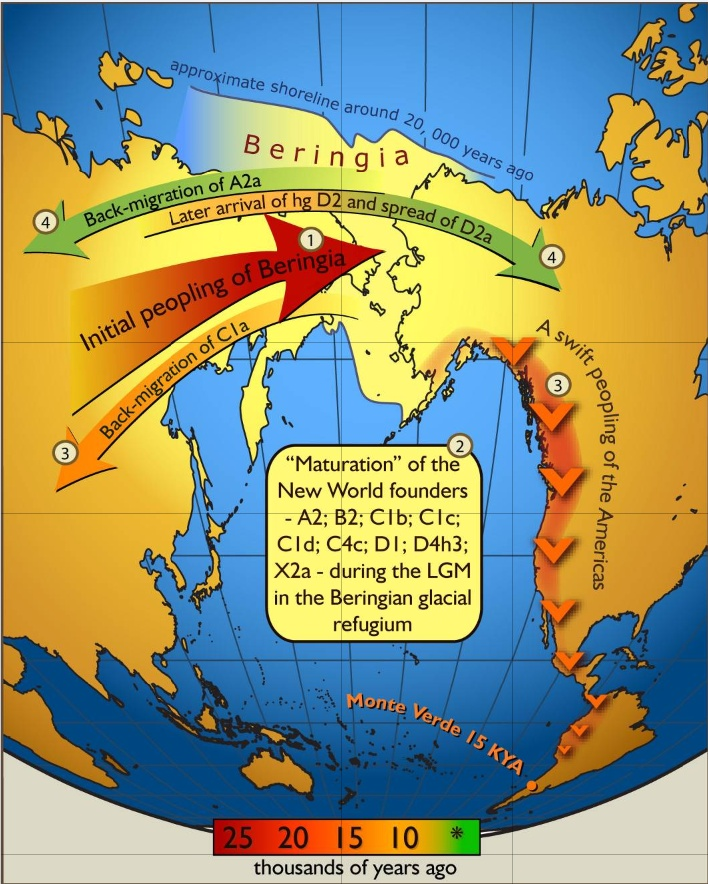
Mapa del flux gènic intern i extern a Beringia segons els haplogrups d’ADN mitocondrial humà. Els colors de les fletxes corresponen al temps aproximat dels esdeveniments i es descodifiquen a la barra de temps de colors. El poblament inicial de Beringia (la regió representada en groc clar) va ser seguit d'un estancament després del qual els avantpassats dels nadius americans es van estendre ràpidament per tot el Nou Món, mentre que alguns dels llinatges materns beringians (C1a) es van estendre cap a l'oest.

### Diferenciació genètica
Els gossos moderns i antics s'agrupen en quatre haplogrups principals (A – D) i en dos haplogrups menors (E – F). L'haplogrup A és el més divers i inclou la majoria de les races de gossos i el subrgrup (subclade) dels gossos anteriors al contacte europeu. Durant els darrers 2000 anys, almenys tres migracions de gossos podrien haver afectat directament la població de gossos originaris. Els gossos previs al contacte europeu presenten una empremta genètica única que ara ja no existeix i que es va anar assentant al llarg d'almenys cinc línies genetiques diferents. Els seus parents genètics més propers, coneguts com a gossos de trineu, disposen d'un tumor veneri transmissible caní i van ser introduïts originalment pels inuit.
Els gossos àrtics van arribar de l’Àsia oriental amb la cultura Thule. Abans d'aquesta, els gossos eren rars a l’Àrtic americà. Els europeus van portar una nova onada de races modernes de gossos, que van substituir la majoria de les races nadiues a les quals s'imposaren, principalment per motius socioculturals. Els colons preferien les races europees més grans que les originàries més petites. Els gossos de races europees eren més capaços de defensar els assentaments i el bestiar, i es podien utilitzar com a gossos de guerra o per a la caça. Les races de gossos europeus també podien haver provocat malalties, a les quals els gossos indígenes eren susceptibles. Més recentment, els huskyes siberians van ser introduïts durant la febre de l'or d'Alaska.
Les poques races identificades com a nadiues americanes, com el gos de trineu inuit, el gos esquimal, el gos de Groenlàndia i el gos de Carolina, han mantingut una gran modificació genètica a partir del contacte inicial produit al s. XV.
Els gossos moderns de carrer diferencien pel seu origen des del Nord fins a Amèrica del Sud. A Amèrica del Nord, el gos de Carolina té vincles d'ADNmt amb gossos d'Àsia Oriental, amb un haplotip compartit amb el Shiba Inu al Japó. Aquest correlació suggereix que va emigrar a Amèrica del Nord a través de Beringia, per la qual cosa el va convertir en un gos nadiu americà. A Amèrica del Sud, en canvi, els gossos en llibertat són quasi totalment d'origen europeu.

## Expansió per Centreamèrica i Sud-amèrica
A Centreamèrica, una de les races de gossos més antigues d'Amèrica, el Xoloitzcuintle (o "xolo"), acompanyava els primers migrants procedents d'Àsia i s'hauria convertit en la raça que es reconeix avui a Mèxic fa gairebé 3.500 anys. Estudis genètics amb ADNmtrl van trobar que les seqüències d’ADN del Xoloitzcuintle eren idèntiques a les dels gossos del Vell Món. Aquest primer estudi no va trobar una estreta relació genètica entre el Xoloitzcuintle i el gos crestat xinès, raça sense pèl que és citada pel American Kennel Club com un avantpassat del Xoloitzcuintle Una recent seqüencació del genoma en gossos antics mostra que en dues de les races mexicanes, el Chihuahua conserva un 4% i el Xoloitzcuintli un 3% d'ascendència precolonial.
A Amèrica del Sud, la introducció del gos va tenir lloc entre els 7.500 i els 4.500 aC. Els jaciments amb restes de gossos sud-americans només tenen una major freqüència a partir de les datacions de 3.500 anys, amb una major intensitat a les zones agrícoles dels Andes. La resta més antiga d'un gos per al Brasil data de 1.701 i 1.526 anys d'antiguitat. Pel que fa a la zona meridional a la Pampa Argentina i Uruguaia es van trobar inicialment jaciments que mostraben una datació d'uns 930 d'antiguitat., però mes recentment es s'han registrat evidències d'almenys uns 1.700 anys d'antiguitat. Al Perú, les representacions de gossos sense pèl peruans apareixen cap al 750 abans de la notra era, en vasos ceràmics Moche i continuen en les tradicions ceràmiques andines posteriors.  

## Altres cànids
Els animals domesticats al sud-oest prehispànic mexica mostren la seva diversitat de rols que varien en el temps i espai. Estudis realitzats amb isòtops estables de col·lagen i carboni apatític i nitrogen investiguen el paper de set cànids d'Arroyo Hondo Pueblo (LA 12), un lloc del segle xiv al nord de Rio Grande, Nou Mèxic. Els resultats indiquen que, en alguns casos, els coiots semblen haver estat tractats com a gossos. En altres, els gossos semblen tenir vincles amb els llops salvatges. En tots els casos, els cànids es tractaven de manera diferent a la relació que els humans tenien amb els galls dindis. També s'han fet estudis sobre la possible vinculació Hare indi amb els coiots domesticats.

## Usos indígenes dels antics gossos domèstics
Gastronomia
Algunes de les cultures que menjaven gossos eren:
- Dakota[37]
- Mexica[38]
- Huanca[39]

Caça
El Gost Tahltan va ser criat per caçar major
Guarda
A la civilitzacions andines d’Amèrica del Sud, algunes cultures com la chiribaya i l’ inca utilitzaven gossos pastors, com el gos Chiribaya.
Gossos de companyia
La noblesa mexica de Mèxic de tant en tant mantenia tlalchichi, l’avantpassat directe de la raça moderna Chihuahua, com a mascota. Algunes mòmies de gossos ben conservades i intactes i altres enterraments amb aixovars funeraris, com mantes i menjar, s'han interpretat que es consideraven que tenien un mateix estatus familiar. Al lloc inca de Machu Picchu, s'han trobat gossos sense proves que no indiquen sacrificis en contextos mortuoris i propers a individus d'aparent estatus elevat.
Importància religiosa
A Amèrica del Sud, diverses cultures van sacrificar gossos en cerimònies religioses. Al lloc de Pachacamac al Perú, un popular lloc de pelegrinatge i ritual religiós conegut per la presència d’un oracle, els arqueòlegs van descobrir les inhumacions de més d’un centenar de gossos amb signes físics de sacrifici. De vegades es considerava que els gossos eren psicopomps, guies del més enllà i sovint eren enterrats amb les elits. Es creia que el gos sense pèl peruà tenia habilitats sobrenaturals, com ara la capacitat de veure esperits, i era vist com un psicopomp particularment bo. A l’època inca, el gos també estava molt relacionat amb la Lluna i era sacrificat durant els eclipsis lunars per tal de recuperar aquest satèl·lit.

## Races i varietats locals
Amèrica del Nord :
- Gos indi llebre
- Gos de llana Salish[43]
- Gos de l'os de Tahltan[44]
- Tlalchichi
- Xoloitzcuintle
- Chihuahua
- Calupoh[45]
- Gos de Groenlàndia
- Gos esquimal canadenc[46]
- Gos de Carollina

Amèrica del Sud :
- Gos Chiribaya
- Gos sense pèl peruà
- Gos fuegian

Races atribuïdes falsament originàries dels nadius americans:
- Gos esquimal americà[47]
- Chinook[48]
- Gos inuit del nord[49]